# دانيال لينيكر
دانيال لينيكر (بالإنجليزية: Danielle Lineker)‏ هي عارضة بريطانية، ولدت في 15 يونيو 1979 في كارديف في المملكة المتحدة.